# Powell Clayton
	Powell Foulk Clayton, né le 7 août 1833 à Bethel (Pennsylvanie) et mort le 25 août 1914 à Washington, D.C., est un homme politique républicain américain. Il est gouverneur de l'Arkansas entre 1868 et 1871 puis sénateur du même État entre 1871 et 1877.

## Biographie
Il a été officier dans l'armée de l'Union pendant la guerre civile, a pris part à des batailles dans le Missouri et en Arkansas et a été promu brigadier général.
Il fut gouverneur républicain radical de l'Arkansas à l'époque de la reconstruction de 1868 à 1871, sénateur américain de l'Arkansas de 1871 à 1877 et ambassadeur des États-Unis au Mexique de 1899 à 1905.

## Sources
- (en) Cet article est partiellement ou en totalité issu de l’article de Wikipédia en anglais intitulé « Powell Clayton » (voir la liste des auteurs).